# Casa Taga
La Casa Taga (en chamorro: Guma Taga; en inglés: House of Taga) es un sitio arqueológico ubicado cerca del pueblo de San José, en la isla de Tinian, en la Mancomunidad de las Islas Marianas del Norte (dependencia de Estados Unidos), en el archipiélago de las Marianas. El lugar alberga una serie de pilares de piedra prehistóricos  que se elevan alrededor de 4.000 pies (1.200 m) al sur del sitio, sólo uno de los cuales queda erguido de pie debido a los terremotos del pasado. El nombre se deriva de un jefe mitológico llamada Taga, que se dice levantó los pilares como base para su propia casa.
Los pilares de piedra prehistóricos (también llamados piedras Taga) en la Casa de Taga tienen 15 pies (4,6 m) de altura. Los megalitos originales consistían en una base (haligi) y una tapa semiesférica (tasa). Cuando fueron enderezados en filas paralelas separadas, se cree  que una casa fue construida en la parte superior. De las doce piedras verticales esbozadas por el explorador británico George Anson en su visita de 1742 a Tinian, sólo una permanece en pie. 